# MWIG40TR
mWIG40TR – indeks giełdowy średnich spółek notowanych na warszawskiej Giełdzie Papierów Wartościowych. W odróżnieniu od indeksu mWIG40 bierze pod uwagę także dochody z dywidend.
W jego skład wchodzi stała liczba 40 spółek. Spółki do indeksu mWIG40TR wybierane są na podstawie tego samego rankingu, co do mWIG40.
Jest to indeks dochodowy.